# Isoneva-Kurjenmetsä
Isoneva-Kurjenmetsä este o arie protejată (arie specială de conservare — SAC, sit de importanță comunitară — SCI) din Finlanda întinsă pe o suprafață de 188 ha, integral pe uscat.

## Localizare
Centrul sitului Isoneva-Kurjenmetsä este situat la coordonatele 62°19′06″N 23°16′48″E / 62.3183°N 23.28°E.

## Înființare
Situl Isoneva-Kurjenmetsä a fost declarat sit de importanță comunitară în august 1998 pentru a proteja 1 specie de animale. Situl a fost protejat și ca arie specială de conservare în aprilie 2015.

## Biodiversitate
Situată în ecoregiunea boreală, aria protejată conține 4 habitate naturale: Lacuri și iazuri distrofice naturale, Turbării active, Taiga vestică, Mlaștini împădurite.
La baza desemnării sitului se află o specie protejată de  mamifere: veveriță zburătoare siberiană (Pteromys volans).
Pe lângă speciile protejate, pe teritoriul sitului au mai fost identificate 2 specii de păsări.